# Ronago
Ronago (lombardul: Ronagh) település Olaszországban, Lombardia régióban, Como megyében. Lakosainak száma 1652 fő (2023. január 1.). Ronago Colverde, Uggiate-Trevano, Chiasso és Novazzano községekkel határos.

## Népesség
A település lakossága az elmúlt években az alábbi módon változott:
| Lakosok száma | 1714 | 1716 | 1652 |
|               | 2017 | 2018 | 2023 |